# Nicholas Dlamini
Nicholas "Nic" Dlamini (nascido em 12 de agosto de 1995 ao Cabo) é um ciclista Sul-africano, membro da equipa NTT.

## Biografia
Em 2019, Nicholas Dlamini participa na sua primeira grande volta tomando o 107.º posto da Volta a Espanha. Em dezembro do mesmo ano, enquanto treina com vistas ao começo da temporada de 2020 que tem que começar ao Tour Down Under na Austrália em janeiro, fica detido num parque por guardas florestais sul-africanos para um controle. Enquanto a situação decorre, é trazido à força pelo um das quatro guardas que lhe fractura o braço. A cena está filmada e um processo judicial é aberto, enquanto Dlamini tem que padecer uma operação que põe causa o seu começo de temporada e uma participação aos Jogos Olímpicos de Tóqui.

## Palmarés
- 2013
  -  Campeão da África da contrarrelógio por equipas juniores (com Jandrich Kotze, Morne van Niekerk e Ivan Venter)
- 2015
  -  Medalha de prata do campeonato da África da contrarrelógio por equipas
  - 2.º do Campeonato da África do Sul da contrarrelógio esperanças
  - 2.º da Mayday Classic
  - 3.º da PMB Road Classic
- 2017
  - 2.º do Campeonato da África do Sul da contrarrelógio esperanças
  - 2.º do Campeonato da África do Sul em estrada esperanças

## Resultados na as grandes voltas

### Volta a Espanha
1 participação
- 2019 : 107.º

## Classificações mundiais
}
}
| Ano             | 2015 | 2016  | 2017  |
| UCI Africa Tour | 37.º |       | 176.º |
| UCI Europe Tour |      | 1 579 | 1 068 |